# Режим зволоження
Режим зволоження — зміна елементів водного балансу в області життєдіяльності видів фітоценозу. Режим зволоження суші в найзагальніших рисах складається з приходу вологи (випадаючих атмосферних опадів, поверхневого і ґрунтового припливу, конденсаційної вологи і так далі) і її витрати (випаровування з підстилаючої поверхні, поверхневий і підземний стік, транспірація рослин і так далі).
Режим зволоження конкретних фітоценозів і їх типологічних об'єднань (фітоценонів) залежить від багатьох побічно діючих місцевих причин (умов рельєфу, ґрунту, самої рослинності). Розрізняють режим зволоження атмосфери і водний режим ґрунтів. Останній, відповідно до класифікації радянського геоботаніка  Г. М. Висоцького, що приймається і сучасними ґрунтознавцями, ділиться на чотири типи: промивний (пермацидний — ґрунтова товща промивається до ґрунтових вод), непромивний (імпермацидний — відсутність наскрізного промивання ґрунту), випотний (ексудаційний — за рахунок капілярного водопідйому) і водозастійний (перстагнаційний — близькі до поверхні ґрунту ґрунтові води залишаються практично без горизонтального руху).
Режим зволоження атмосфери і ґрунту мінливий як упродовж року, так і впродовж ряду років. Режим зволоження як і режим мінерального живлення часто виступає лімітуючим чинником розвитку рослин. Своєрідний режим зволоження створюють в заплавах річок повінні (весняні або ранньо-річні) води. Л. Г. Раменський розрізняв три класи заплавності місць життя в заплавах: коротко-заливні (що заливаються повенною водою нерегулярно на 10-15 днів), середньо- і довго-заливні (регулярно на 15-40 днів) і особливо довгозаплавні (46-60 днів).
Змінність зволоження і різні режими його в різних горизонтах ґрунтів викликають явище екологічної сумісності по зволоженню (співіснування в одному і тому ж рослинному угрупованні видів, пристосованих до розвитку у більш-менш різних умовах режиму зволоження). У водоймах (особливо у досить глибоких) режим зволоження зазвичай постійний. Для оцінки режиму зволоження використовуються різні екологічні шкали.